# Society of American Magicians Hall of Fame

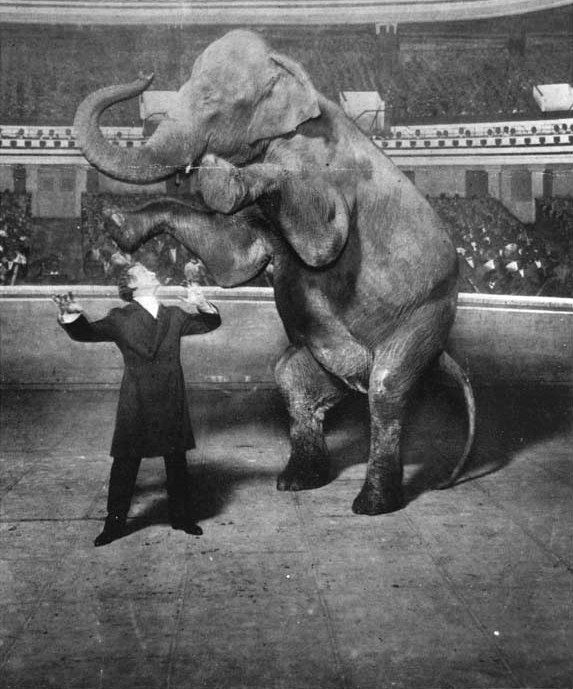
Houdini lässt einen Elefanten verschwinden (1918)

Dies ist eine Liste der Zauberkünstler, die von der Society of American Magicians in ihre Hall of Fame gewählt wurden.

## Hall of Fame
Legende
- Name (ist der Nachname mit angegeben, gilt er als Sortierkriterium, ansonsten Sortierung nach Künstlername bzw. Pseudonym)
- Geburtsjahr[2] (Ausgangssortierung)
- Sterbejahr[2] (Ein leeres Sterbejahr gibt an, dass es sich um ein lebendes Mitglied der Hall of Fame handelt)
- Anmerkung[2]
- Bild

| R11 | R11 | M17 |

| R11 | R11 | M17 |

| R11 | R11 | M17 |

| R11 | R11 | M17 |